# Vasile Mărgulescu
Vasile Mărgulescu (n. 1946, la București) este un fost antrenor de handbal din România. Până în ianuarie 2018 el a condus banca tehnică a echipei de handbal feminin CS Rapid USL Metrou București, pe care a părăsit-o în semn de protest față de slaba finanțare asigurată de sponsorul principal. Ulterior demisiei sale, Mărgulescu a fost numit șef al secției de handbal a clubului Rapid.

## Biografie
Vasile Mărgulescu a absolvit Institutul de Educație Fizică și Sport în anul 1971. Decenii de-a rândul a antrenat apoi echipe bucureștene de handbal precum Progresul, Confecția sau Antilopa. Cea mai importantă realizare a sa este câștigarea City Cup cu Rapid București, în anul 2000. În 1999, Mărgulescu a primit distincția de antrenor emerit.

## Palmares
- Cupa Orașelor:                           
  -  Câștigător: 2000[4] (cu Rapid București)

- Divizia A / Liga Națională:
  -  Câștigător: 2003[3] (cu Rapid București)
  -  Locul 2: 1982[5] (cu Progresul București), 2005 (cu Rapid București)
  -  Locul 3: 1999, 2000, 2004 (cu Rapid București), 2011 (cu CSM București)

- Cupa României: 
  -  Câștigător: 2004
  - Semifinalist: 1983[5] (cu Progresul București)

- Campionatul Naționale de Junioare III
  - Câștigător: 1980[6] (cu Progresul București)